# Havnebanen
| Die Hafenbahn vor der Festung Akershus |                      |                                                                |                                                                |
| Streckenlänge: | 2,2 km               |                                                                |                                                                |
| Spurweite: | 1435 mm (Normalspur) |                                                                |                                                                |
| |                      |                                                                |                                                                |
| \| \| \| Skøyen–Filipstadlinjen von Skøyen, (ursprünglich Drammenbanen) \| \| \| \| \| nach Oslo Sentralstasjon \| \| \| \| \| Skarpsno \| \| \| \| \| \| \| \| \| \| Filipstadkai \| \| \| \| 2,20 \| Filipstad \| Filipstad \| \| \| \| Akers mekaniske verksted, Tjuvholmen \| \| \| \| \| \| \| \| \| \| \| \| \| \| \| Gleis lag im öffentlichen Straßenraum \| \| \| \| \| Oslo V \| \| \| \| \| \| \| \| \| \| Festningen \| \| \| \| \| \| \| \| \| 1,50 \| Vippetangen (von 1907 bis etwa 1920 Umladestelle Schmalspur)[1] \| Vippetangen (von 1907 bis etwa 1920 Umladestelle Schmalspur)[1] \| \| \| \| zum Langkai und Tollbukai \| \| \| \| \| Havnelageret \| \| \| \| \| Oslo Ø (Güterbahnhof) \| \| \| \| \| von Oslo Sentralstasjon \| \| \| \| \| \| \| \| \| \| \| \| \| \| 0,00 \| Loenga \| Loenga \| \| \| \| Hovedbanen nach Lillestrøm \| \| \| \| \| Østfoldbanen nach Ski \| \| |                      |                                                                |                                                                |
| Strecke |                      | Skøyen–Filipstadlinjen von Skøyen, (ursprünglich Drammenbanen) | Skøyen–Filipstadlinjen von Skøyen, (ursprünglich Drammenbanen) |
| Abzweig geradeaus und nach links |                      | nach Oslo Sentralstasjon                                       | nach Oslo Sentralstasjon                                       |
| ehemaliger Haltepunkt / Haltestelle |                      | Skarpsno                                                       | Skarpsno                                                       |
| Abzweig ehemals geradeaus und nach links · Strecke von rechts |                      |                                                                |                                                                |
| Dienststation / Betriebs- oder Güterbahnhof (Strecke außer Betrieb) · Strecke |                      | Filipstadkai                                                   | Filipstadkai                                                   |
| Bahnübergang (Strecke außer Betrieb) · Betriebs-/Güterbahnhof Strecke ab hier außer Betrieb | 2,20                 | Filipstad                                                      | Filipstad                                                      |
| Betriebs-/Güterbahnhof Streckenanfang (Strecke außer Betrieb) · Strecke (außer Betrieb) · Strecke (außer Betrieb) |                      | Akers mekaniske verksted, Tjuvholmen                           | Akers mekaniske verksted, Tjuvholmen                           |
| Verschwenkung nach links (Strecke außer Betrieb) · Verschwenkung nach rechts (Strecke außer Betrieb) · Strecke (außer Betrieb) |                      |                                                                |                                                                |
| Strecke (außer Betrieb) · Verschwenkung von links (Strecke außer Betrieb) · Verschwenkung von rechts (Strecke außer Betrieb) |                      |                                                                |                                                                |
| Strecke (außer Betrieb) · Bahnübergang (Strecke außer Betrieb) · Strecke (außer Betrieb) |                      | Gleis lag im öffentlichen Straßenraum                          | Gleis lag im öffentlichen Straßenraum                          |
| Verschwenkung nach links (Strecke außer Betrieb) · Verschwenkung nach rechts (Strecke außer Betrieb) · Betriebs-/Güterbahnhof Streckenende (Strecke außer Betrieb) |                      | Oslo V                                                         | Oslo V                                                         |
| Tunnel (Strecke außer Betrieb) |                      |                                                                |                                                                |
| Dienststation / Betriebs- oder Güterbahnhof (Strecke außer Betrieb) |                      | Festningen                                                     | Festningen                                                     |
| Tunnel (Strecke außer Betrieb) |                      |                                                                |                                                                |
| Dienststation / Betriebs- oder Güterbahnhof (Strecke außer Betrieb) | 1,50                 | Vippetangen (von 1907 bis etwa 1920 Umladestelle Schmalspur)   | Vippetangen (von 1907 bis etwa 1920 Umladestelle Schmalspur)   |
| Abzweig geradeaus und nach rechts (Strecke außer Betrieb) |                      | zum Langkai und Tollbukai                                      | zum Langkai und Tollbukai                                      |
| Dienststation / Betriebs- oder Güterbahnhof (Strecke außer Betrieb) |                      | Havnelageret                                                   | Havnelageret                                                   |
| Strecke (außer Betrieb) · Betriebs-/Güterbahnhof Streckenanfang |                      | Oslo Ø (Güterbahnhof)                                          | Oslo Ø (Güterbahnhof)                                          |
| Bahnübergang (Strecke außer Betrieb) · Abzweig geradeaus und von links |                      | von Oslo Sentralstasjon                                        | von Oslo Sentralstasjon                                        |
| Verschwenkung nach links (Strecke außer Betrieb) · Verschwenkung nach rechts |                      |                                                                |                                                                |
| Verschwenkung von links · Verschwenkung von rechts |                      |                                                                |                                                                |
| Dienststation / Betriebs- oder Güterbahnhof · Strecke | 0,00                 | Loenga                                                         | Loenga                                                         |
| Strecke · Strecke |                      | Hovedbanen nach Lillestrøm                                     | Hovedbanen nach Lillestrøm                                     |
| Strecke |                      | Østfoldbanen nach Ski                                          | Østfoldbanen nach Ski                                          |

Havnebanen (dt. die Hafenbahn) war eine 2,2 Kilometer lange Eisenbahnstrecke in der norwegischen Stadt Oslo. Als Endpunkte der Strecke zählen auf östlicher Seite der Bahnhof Loenga und auf westlicher Seite der Bahnhof Filipstad.

## Geschichte

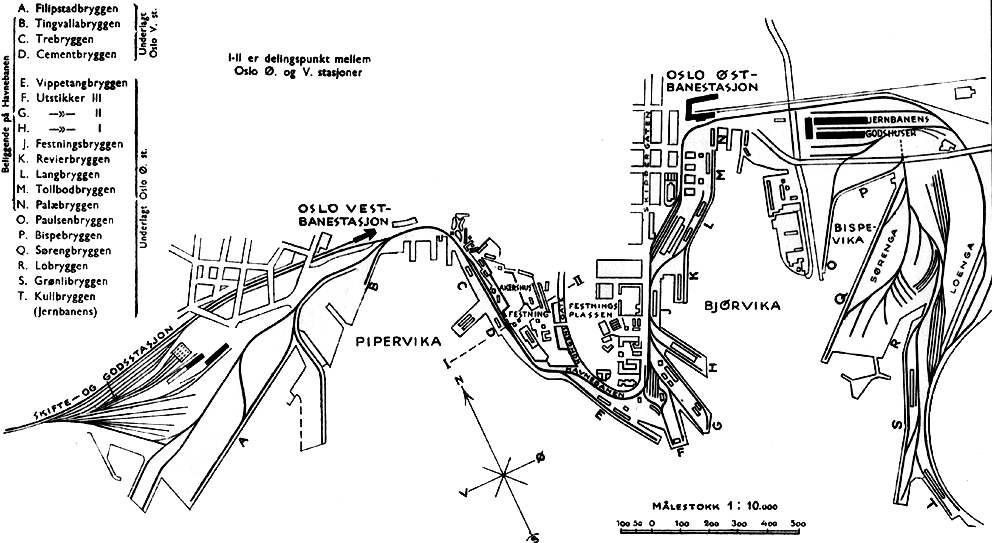
Karte der Havnebanen, 1936

Havnebanen verband den Bahnhof Oslo V der Skøyen–Filipstadlinje, die ursprünglich zur Drammenbane gehört, mit Oslo Ø. Die Strecke wurde am 13. November 1907 eröffnet und war die einzige Verbindung zwischen dem westlichen und dem östlichen Schienennetz.
Die Hafenbahn war vor allem eine Güterzugstrecke, die nur sporadisch der Personenbeförderung diente. Die Güterzüge wurden viele Jahre mit Dampflokomotiven und später von Diesellokomotiven des Typs NSB Di 2 befördert.
Die Güterzüge auf der Hafenstrecke waren im Stadtbild bekannt, denn sie blockierten während ihrer Fahrt über die drei Bahnübergänge den gesamten Fahrzeugverkehr auf dem Rathausplatz. Nach der Eröffnung des Oslotunnels wurde die Hafenbahn nicht mehr benötigt. Sie wurde 1983 stillgelegt, noch im gleichen Jahr wurde der größte Teil der Gleisanlagen entfernt. Ein Teil der Trasse wurde für einen Park vor den Festungsmauern verwendet, in dem auch ein Denkmal für die im Zweiten Weltkrieg deportierten Juden errichtet wurde.

## Erwähnenswertes
Güterzüge vor dem Rathaus von Oslo wurden in die Handlung bei zwei Filmen der norwegischen Olsenbande eingebunden.

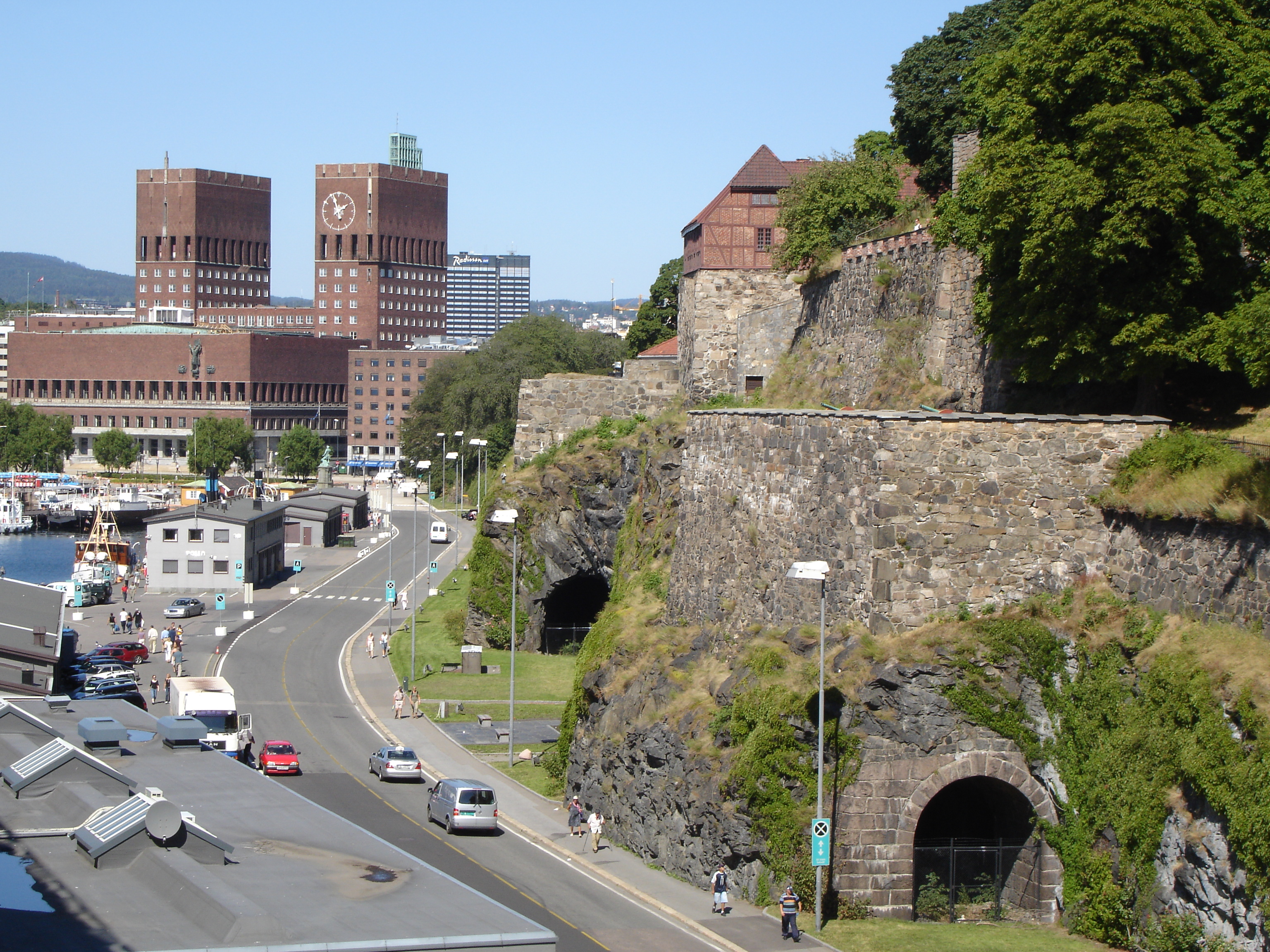
Tunnel vor der Festung Akershus 2006